# Photinula lahillei
Photinula lahillei is een slakkensoort uit de familie van de Calliostomatidae. De wetenschappelijke naam van de soort is voor het eerst geldig gepubliceerd in 1902 door Ihering.